# Kroatië op het Eurovisiesongfestival 2004
Kroatië nam deel aan het Eurovisiesongfestival 2004 in Istanboel, Turkije. Het was de 12de deelname van het land op het Eurovisiesongfestival. De selectie verliep via het jaarlijkse Dora. HRT was verantwoordelijk voor de Kroatische bijdrage voor de editie van 2004.

## Selectieprocedure
Net zoals de vorige jaren koos men er deze keer voor 1 nationale finale en eerst 2 halve finales.
Deze vond plaats op 14 maart 2004 in de Crystal Ballroom in Opatija en werd gepresenteerd door Dusko Curlic, Tihana Zrnic en Barbara Radulović
| Position | Song              | Performer          | Points | Place |
| -------- | ----------------- | ------------------ | ------ | ----- |
| 1        | Iluzija           | Magnetic           | 19     | 10de  |
| 2        | Ostani            | Petra Kosalec      | 11     | 12de  |
| 3        | Pala si sa neba   | Alen Nizetic       | 17     | 11de  |
| 4        | Odjednom ti       | Merita's & Massimo | 32     | 7de   |
| 5        | Strastvena zena   | Ivana Kindl        | 27     | 8ste  |
| 6        | Ljubav moja si ti | Mladen Grdović     | 24     | 9de   |
| 7        | Još samo ovaj put | Ibrica Jusic       | 49     | 5de   |
| 8        | Prava istina      | Lana               | 40     | 6de   |
| 9        | Noah              | Andrea             | 67     | 2de   |
| 10       | Malo pomalo       | Karma              | 56     | 3de   |
| 11       | Nema razloga      | Jacques Houdek     | 55     | 4de   |
| 12       | Daješ mi krila    | Ivan Mikulić       | 71     | 1ste  |

## In Istanboel
In Turkije moest Kroatië optreden als 18de van 22 deelnemers in de halve finale, na Estland en voor Denemarken. Op het einde van de puntentelling bleken ze de finale bereikt te hebben met 72 punten en een negende plaats.
België en Nederland hadden respectievelijk 0 en 4 punten over voor deze inzending.
In de finale moest men aantreden als 11de na Oekraïne en voor Bosnië-Herzegovina. Op het einde van de avond bleken ze op een 13de plaats te zijn geëindigd met 50 punten.
België en Nederland hadden geen punten over voor deze inzending.

### Gekregen punten

#### Halve Finale
| 12 punten                          | 10 punten               | 8 punten                | 7 punten                 | 6 punten                        |
| ---------------------------------- | ----------------------- | ----------------------- | ------------------------ | ------------------------------- |
|                                    | - Bosnië en Herzegovina | - Oostenrijk - Oekraïne | - Slovenië - Wit-Rusland | - Zwitserland - Noord-Macedonië |
| 5 punten                           | 4 punten                | 3 punten                | 2 punten                 | 1 punt                          |
| - Duitsland - Servië en Montenegro | - Nederland             | - Litouwen              |                          | - Finland - Letland - Portugal  |

#### Finale
| 12 punten                                                                   | 10 punten               | 8 punten                   | 7 punten   | 6 punten              |
| --------------------------------------------------------------------------- | ----------------------- | -------------------------- | ---------- | --------------------- |
|                                                                             | - Bosnië en Herzegovina |                            | - Oekraïne |                       |
| 5 punten                                                                    | 4 punten                | 3 punten                   | 2 punten   | 1 punt                |
| - Noord-Macedonië - Rusland - Servië en Montenegro - Slovenië - Wit-Rusland |                         | - Oostenrijk - Zwitserland |            | - Duitsland - Finland |

### Punten gegeven door Kroatië

#### Halve Finale
Punten gegeven in de halve finale:
| 12 punten | Servië en Montenegro  |
| 10 punten | Bosnië en Herzegovina |
| 8 punten  | Oekraïne              |
| 7 punten  | Albanië               |
| 6 punten  | Griekenland           |
| 5 punten  | Noord-Macedonië       |
| 4 punten  | Nederland             |
| 3 punten  | Slovenië              |
| 2 punten  | Cyprus                |
| 1 punt    | Malta                 |

#### Finale
Punten gegeven in de finale:
| 12 punten | Servië en Montenegro  |
| 10 punten | Bosnië en Herzegovina |
| 8 punten  | Oekraïne              |
| 7 punten  | Griekenland           |
| 6 punten  | Albanië               |
| 5 punten  | Noord-Macedonië       |
| 4 punten  | Cyprus                |
| 3 punten  | Turkije               |
| 2 punten  | Malta                 |
| 1 punt    | Duitsland             |